# Navegaon-Nationalpark
Der Navegaon-Nationalpark (Hindi und Marathi नवेगाँव राष्ट्रीय उद्यान), häufig auch in der Schreibweise Nawegaon, ist ein Nationalpark im Distrikt Gondia im indischen Bundesstaat Maharashtra. Der Navegaon-Nationalpark ist Teil des Navegaon-Tigerreservats. 

## Geographie und Klima
Der Nationalpark liegt in der Großregion Vidarbha im Osten Maharashtras. Der dominierende Vegetationstyp ist der südindische laubabwerfende Monsunwald.
Im Nationalpark liegt der Navegaon-Bandh-See, ein Stausee (बांध, bāndha, „Damm“) mit einer Fläche von etwa 11 km² und einer maximalen Tiefe von 23 Metern. Der See ist von sieben Hügeln (sat bahini, „sieben Schwestern“) umgeben, die Ausläufer der örtlichen Nishani-Berge sind. Inmitten des Sees liegt eine kleine Insel (Maldongar, ), die früher als Rückszugsort für Pindari, professionelle, umherziehende Räuberbanden diente, oder die im Gegenteil ein Zufluchtsort für Dorfbewohner vor Räuberbanden war.
Das Klima ist tropisch mit einer Jahresmitteltemperatur von 25,5 °C und Minimaltemperaturen bis 5 °C im Winter sowie Maximaltemperaturen bis 48 °C im Sommer. Der Mai ist der heißeste Monat und der Januar der kälteste. Der Jahresniederschlag variiert zwischen 1100 und 1600 mm. Die Höhe über dem Meeresspiegel beträgt zwischen 275 und 481 Metern.
Innerhalb des Parks liegen vier Dörfer, Zankargondi, Kawalewada, Tumadimenda und Malkazari, die eine Gesamtfläche von 4,33 km² ausmachen.

## Geschichte

### Nationalpark
Der Name des Nationalparks leitet sich von den Marathi-Begriffen नवे, navē („neu“) und गाव, gāva („Dorf“) ab. Der Nationalpark umfasst das Dr-Salim-Ali-Vogelschutzgebiet, das (als eines von mehreren indischen Vogelschutzgebieten) nach dem international renommierten indischen Ornithologen Salim Ali benannt wurde. Die Gegend ist überwiegend vom indigenen Volk der Gond bewohnt. Der Stausee im Nationalpark wurde schon vor Jahrhunderten angelegt.

### Tigerreservat
Am 12. Dezember 2013 wurde das Navegaon-Nagzira-Tigerreservat als sechsundvierzigstes Tigerreservat Indiens und fünftes Tigerreservat Maharashtras eingerichtet. Das Tigerreservat umfasst insgesamt 1894,94 km² mit einer 653,66 km² umfassenden Kernzone und einer 1241,24 km² großen umgebenden Pufferzone.
Die Kernzone setzt sich aus folgenden Schutzgebieten zusammen:
- Navegaon-Nationalpark (129,55 km², d. h. der Nationalpark ohne die vier darin befindlichen Dörfer)
- Nagzira-Naturschutzgebiet (152,40 km²)
- Navegaon-Naturschutzgebiet (122,76 km²)
- Neues Nagzira-Naturschutzgebiet (151,33 km²)
- Koka-Naturschutzgebiet (97,62 km²)

Zum Zeitpunkt der Einrichtung des Tigerreservats wurde die Zahl der dort lebenden Tiger auf nur sechs Individuen (vier männlich, zwei weiblich) geschätzt. Das Reservat und die angrenzenden Wälder von Gondia und Bhandara haben Bedeutung als Korridore für die Wanderungen von Tigern zwischen verschiedenen Reservatsgebieten. Am 15. September 2022 erteilte das indische Ministerium für Umwelt und Wälder die Genehmigung zur Umsiedlung von vier bis fünf weiblichen Tigern aus der Gegend von Bramhapuri im Distrikt Chandrapur, wo eine große Tigerpopulation bestand, in das Navegaon-Nagzira-Tigerreservat.

## Flora und Fauna
Die bisherigen Veröffentlichungen zu Flora und Fauna des Nationalparks sind lückenhaft und sind meist mehr Beobachtungs- als systematische Kataster-Feldstudien.

### Flora
Im Nationalpark wurden 715 Arten von Bedecktsamern, die zu 44 Gattungen und 122 Familien gehörten, dokumentiert. Dazu kamen sieben Arten von Farnartigen. Häufig zu findende Baumarten sind Lebbekbaum, Albizia odoratissima, Anogeissus latifolia, Malabar-Lackbaum, Cleistanthus collinus, Ebenholz (Diospyros melanoxylon), Mitragyna parvifolia, Pterocarpus marsupium und Teakbaum. An kleineren Bäumen und Sträuchern finden sich Bridelia retusa, Holarrhena pubescens, Gymnosporia senegalensis u. a. m. Kletterpflanzen, wie Paternostererbse und Lianen Butea superba, Olax psittacorum sowie Ventilago denticulata gehören zur Vegetation, ebenso wie pararasitische Dendrophthoe falcata und epiphytische Orchideen, wie Vanda tessellata. Zur Bodenflora zählen unter anderem Carissa congesta, Lavandula bipinnata, Woodfordia fruticosa, sowie verschiedene Gräser und Seggen (Zypergräser). An Wasserpflanzen sind Kleines Fettblatt, Limnophila indica, Stern-Seerose und Nymphoides hydrophylla häufiger zu finden.

### Fauna

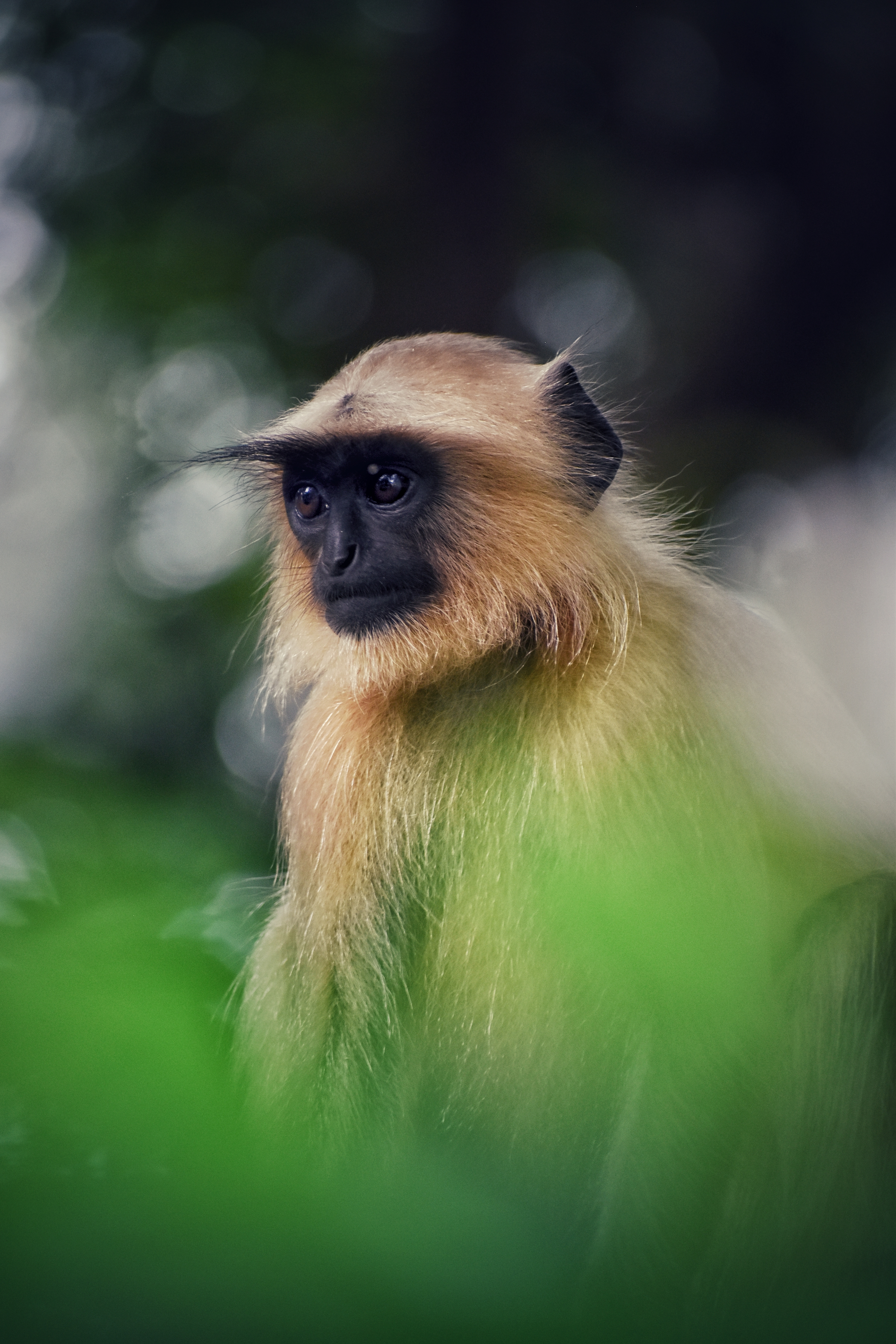
Indischer Langur im Nationalpark

An Raubtieren sind im Nationalpark Rothund, Rohrkatze, Goldschakal, Indischer Mungo, Streifenhyäne, Lippenbär, Leopard, Königstiger zu finden, zusammen mit Paarhufern wie Axishirsch (Chital), Gaur, Nilgauantilope, Vierhornantilope, Sambar, und anderen Säugetieren (Indisches Palmenhörnchen, Schwarznackenhase, Taguan, Indische Languren, Wildschwein, Hausratte etc.).
Eine unsystematische Feldstudie im Zeitraum von September 2009 bis August 2011 dokumentierte 13 Froschlurch-Arten, die zu fünf Familien gehörten, 3 Arten von Schildkröten, 14 Eidechsen- und 29 Schlangenarten (Monokelkobra, Indische Rattenschlange, Heller Tigerpython u. a. m.).
Der Nationalpark ist für seinen Reichtum an Vögeln bekannt. 312 Vogelarten aus 57 verschiedenen Familien und 14 Ordnungen wurden erfasst. Darunter waren 252 ortsansässige Arten, sowie 5 überwinternde, 5 durchziehende und 2 brütende Zugvogelarten. 15 Arten galten als bedroht (Orient-Schlangenhalsvogel, Schwarzkopfibis, Buntstorch, Riesenstorch, Sunda-Marabu, Graukopf-Seeadler, Indiengeier, Schmutzgeier, Steppenweihe, Laggarfalke, Saruskranich, Uferschnepfe, Großer Brachvogel, Goldschnabel-Seeschwalbe und Malabarhornvogel).
Häufige Fischarten sind Riesen-Stachelaal und die Stachelmakrele Parastromateus niger. Zu den bekannten Schmetterlingsarten gehören Kleiner Monarch, Euploea core, Neptis hylas, u. a.

## Tourismus
Der Nationalpark kann von Touristen besucht werden und ist über vier Zufahrten zugänglich:
- Jambhadi
- Kholi (20° 55′ 30,4″ N, 80° 6′ 17,3″ O)
- Baki
- Pitambartola (21° 3′ 24,8″ N, 80° 18′ 15,1″ O).

Von den Parkhütern werden Safaris entlang verschiedener Wege organisiert. Als beste Besuchszeit gelten die Monate Oktober bis April.